# El alquimista (obra de teatro)

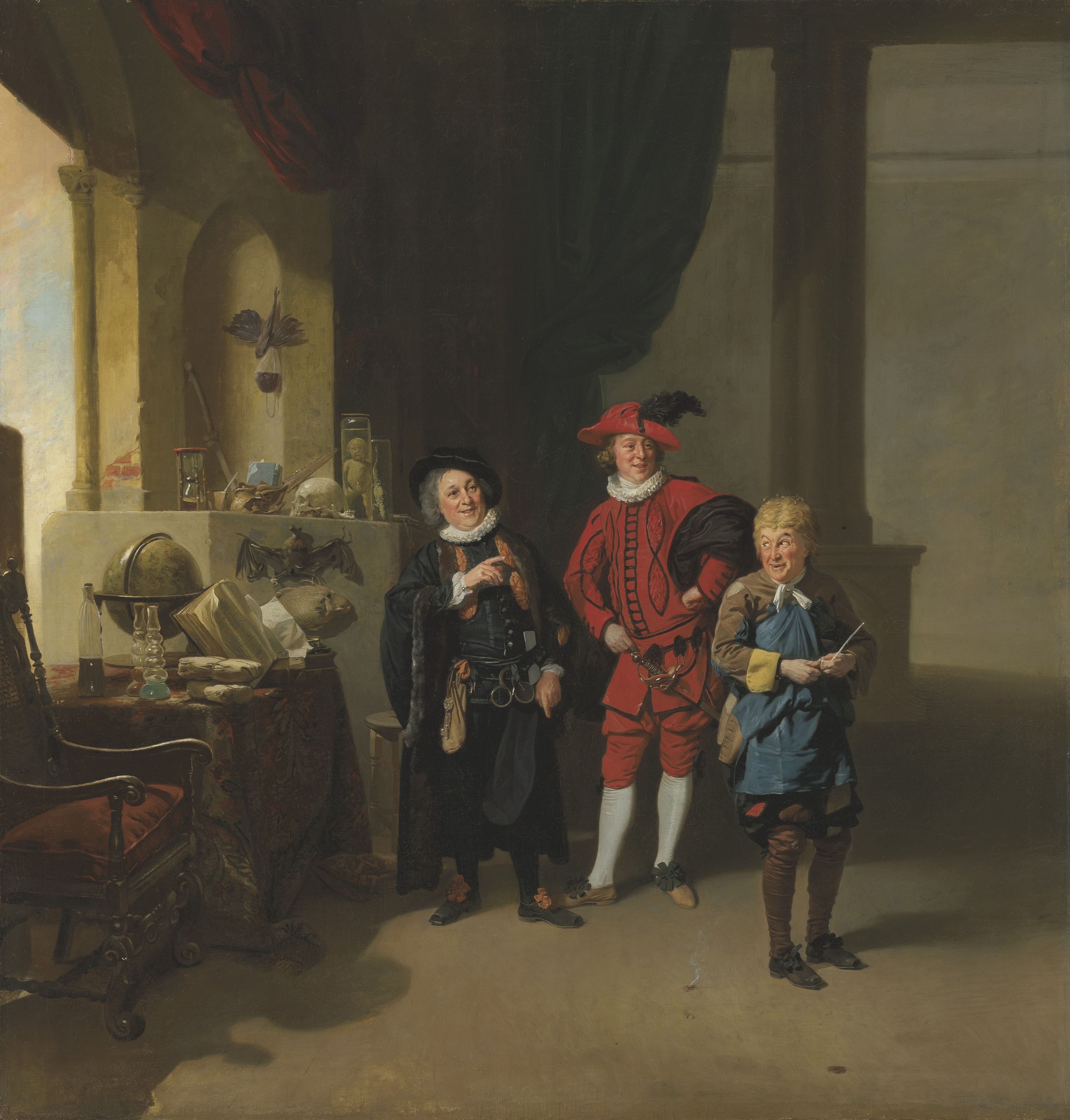
Óleo en lienzo de Johann Zoffany (ca. 1770): el actor David Garrick representando el personaje de Abel Drugger, de El alquimista.

El alquimista (The Alchemist) es una comedia del dramaturgo inglés Ben Jonson que fue representada por primera vez en el año 1610 por la compañía teatral King’s Men. Se considera una de sus mejores comedias, así como la más característica, cuya trama fue calificada por Samuel Taylor Coleridge como una de las tres mejores en la literatura. Su ingenioso cumplimiento con las unidades aristotélicas y la vívida representación de la locura humana hicieron que fuese una de las pocas obras del Renacimiento que siguieron siendo representadas (a excepción del periodo victoriano).

## Trasfondo
El alquimista se estrenó treinta y cuatro años después de la inauguración del primer teatro público permanente, The Theatre, en Londres. Solo Thomas Lodge, uno de los dramaturgos que formaban los University Wits, que habían transformado el drama en el período isabelino, seguía vivo. Los teatros habían sobrevivido al reto planteado por la ciudad y las autoridades religiosas; las representaciones teatrales se convirtieron en una atracción habitual de la vida en la corte, así como para un gran número de londinenses.
El lugar para el que Jonson, al parecer, escribió su obra refleja esta aceptación, firme aunque reciente, del teatro como parte de la vida urbana. En 1597, se le deniega el permiso a la compañía The Lord Chamberlain’s Men (también conocida como The King’s Men) para usar el teatro de Blackfriars como escenario para sus representaciones en invierno, debido a las quejas de los vecinos más influyentes. En algún momento entre 1608 y 1610, la compañía, ahora llamada The King´s Men, retomó el control del teatro, esta vez con la conformidad del vecindario, siendo El alquimista una de las primeras obras elegidas para ser representadas allí.
La obra de Jonson pone de manifiesto esta nueva seguridad. En ella, aplica por primera vez su concepción clásica del teatro a un entorno como es el del Londres contemporáneo, obteniendo un resultado realmente innovador. Los elementos clásicos, sobre todo la relación entre don Agudo y Cara, se modernizan por completo; de la misma manera, la descripción de Londres (gobernado en ese momento por Jacobo I de Inglaterra) se organiza y dirige siguiendo la concepción clásica de la comedia como medio para ridiculizar el vicio y la estupidez.

## Sinopsis
Un brote de peste en Londres obliga al caballero don Agudo a huir temporalmente al campo, dejando su casa a cargo de su criado, Jeremías. Éste aprovecha la situación para usar la casa como lugar donde cometer fechorías, haciéndose llamar “Capitán Cara” y ayudándose de Sutil, un estafador, y de Dol Ramplona, una prostituta.
Su primer cliente es Gallardo, el secretario de un abogado, que desea que Sutil use sus supuestos poderes nigrománticos para invocar a un espíritu que lo ayude en sus apuestas. La segunda víctima es Droguis, un vendedor de tabaco que quiere fundar un negocio rentable. Tras esto, llega un adinerado noble, sir Epicuro Mammon, que quiere conseguir por sí mismo la piedra filosofal porque cree que le traerá gran riqueza material y espiritual. Le acompaña Ceñudo, un escéptico que desacredita la idea de la alquimia, que sospecha que Sutil es un ladrón. Mammon, por casualidad, ve a Dol por lo que le dicen que es la hermana demente de un noble.
Por su parte, Sutil se las arregla para enfadarse con Ananías, un anabaptista, y le exige que regrese con un miembro de mayor rango de su secta, como es Tribulación. Droguis regresa y recibe falsos consejos acerca de cómo montar su negocio. También trae la noticia de que una joven y rica viuda (dama Dócil) y su hermano Mochete han llegado a Londres. En ese momento, Sutil y Cara, cegados por la codicia y la ambición, salen en su busca para ganarse a la viuda.
Más tarde, los anabaptistas vuelven y aceptan pagar por los bienes, que en realidad son de Mammon, para que los conviertan en oro. Droguis lleva hasta allí a Mochete, que al enterarse de que Sutil es un talentoso casamentero, se apresura en traer a su hermana; mientras que a Droguis se le da a entender que con un buen pago podría asegurar su boda con la viuda. Mammon conoce a Dol y, a pesar de que le habían dicho que era la hermana de un noble que se había vuelto loca, esto no lo echa para atrás y, por eso, le hace cumplidos de lo más extravagantes. Mochete y su hermana regresan y la viuda cautiva a Cara y a Sutil, al mismo tiempo que Ceñudo vuelve disfrazado de noble español. Creyendo que este no habla inglés, lo insultan y piensan que ha venido por una mujer, pero Dol está en otra parte del edificio “ocupada” con Mammon, así que Cara tiene la idea de usar a la dama Dócil. Ceñudo les revela a Cara y a Sutil su verdadera identidad, y los denuncia. Dol trae nuevas noticias: el dueño de la casa ha vuelto.
Los vecinos de don Agudo le comentan que mucha gente ha pasado por su casa durante su ausencia. Cara vuelve a ser ahora el convincente Jeremías, por lo que niega la acusación defendiendo que él ha mantenido la casa cerrada debido a la peste. Es entonces cuando Ceñudo, Mammon y Mochete regresan y Jeremías ya no puede mantener más su mentira, así que le promete a don Agudo que, si lo perdona, le ayudará a conseguir una viuda adinerada, es decir, a la dama Dócil. Cara le dice a Sutil y a Dol que se lo ha confesado todo a don Agudo y que la policía está de camino, por lo que ambos se ven forzados a huir con las manos vacías.
Por último, tras regresar a la casa, don Agudo, que ya se había casado con la viuda, reclama las posesiones de Mammon, razón por la que éste y Ceñudo se marchan desconsolados. Mochete acepta el matrimonio de su hermana con don Agudo, que alaba el ingenio de su criado, mientras que Cara pide perdón al público.

## Análisis
En El alquimista, Jonson presenta una sátira sin complejos de las locuras, vanidades y vicios del ser humano y en particular de la credulidad provocada por la codicia. Todas las clases sociales son víctimas del humor satírico y despiadado de Jonson. Este se burla de la debilidad humana y de su ingenuidad frente a la publicidad de “remedios milagrosos” mediante el personaje de Sir Epicuro Mammon, quien sueña con beber el elixir de la juventud y disfrutar de fantásticas conquistas sexuales.
La obra se centra en lo que sucede cuando una persona busca aprovecharse de otra, algo muy extendido en una gran ciudad como Londres. Sutil, Cara y Dol son tres timadores de poca monta, arruinados por las mismas debilidades humanas que utilizan para aprovecharse de sus víctimas. Su destino se presagia en la escena inicial de la obra, donde se nos muestra a los tres juntos en casa de don Agudo, maestro de Cara. A través de una metáfora recurrente a lo largo de la obra, el diálogo representa el inquietante desequilibrio que se produce entre ellos, como elementos químicos que conforman una reacción inestable. Apenas diez líneas tras el comienzo, la disputa entre Cara y Sutil hace que Dol se vea obligada a apaciguarlos: “¿Queréis que os oigan los vecinos? ¿Vais a tirarlo todo por la borda?”
El autor se reserva la sátira más severa para los personajes puritanos, probablemente porque éstos deseaban cerrar los teatros en la vida real. Resulta revelador que, de todos los engañados en la obra, Jonson niega únicamente a los puritanos un breve momento de compasión por parte del público ya que, al parecer, el autor considera que su virtud de negar la vida los hace indignos de ella. Jonson desprecia constantemente la hipocresía, especialmente la religiosa, que expresa sus juicios condenatorios mediante un lenguaje pretencioso.
En muchas comedias inglesas y europeas, le corresponde a un personaje de clase alta resolver el caos causado por los personajes de menor estatus social. En El alquimista, Jonson subvierte esta tradición. En un principio, don Agudo, el maestro de Cara, parece reafirmar su superioridad social y ética para solucionar esta cuestión. Sin embargo, cuando Cara contempla la posibilidad de casarse con una mujer más joven, su maestro la acepta con impaciencia. Tanto el amo como el sirviente están siempre en busca de cómo salir adelante en la vida, sin tener en cuenta los límites morales.